# Моя кузина Рэйчел (фильм, 2017)
«Моя кузина Рэйчел» (англ. My Cousin Rachel) — мелодраматический фильм режиссёра Роджера Мичелла, совместного производства Великобритании и США, экранизация одноимённого романа Дафны дю Морье. Премьера в США и Великобритании состоялась 9 июня 2017 года.

## Сюжет
Филип очень привязан к своему приёмному отцу Эмброузу. Однако во время поездки по Италии Эмброуз знакомится с Рэйчел, своей дальней родственницей, женится на ней и вскоре умирает. Филип уверен, что коварная красотка Рэйчел убила его опекуна, чтобы заполучить состояние супруга. Оттачивая план мести, он не замечает, как сам влюбляется в Рэйчел.

## В ролях
- Рэйчел Вайс — Рэйчел Эшли
- Сэм Клафлин — Филип
- Холлидей Грейнджер — Луиз Кендалл
- Иэн Глен — Ник Кендалл
- Эндрю Нотт — Джошуа
- Поппи Ли Фрайер — Мэри Паско
- Эндрю Хавилл — Парсон Паско
- Вики Пеппердин — миссис Паско
- Пьерфранческо Фавино — Энрико Райнальди
- Луис Сюк — Филип в 12 лет
- Harrie Hayes — Тесс
- Аттила Дж. Керекеш — сельский житель
- Кэтерин Пирс — Белинда Паско
- Стюарт Дэвидсон — фермер
- Бобби Скотт Фриман — Джон
- Крис Галларус — Тимоти
- Дон Уистанс — фермер
- Austin Taylor — Филип в 9 лет
- Tristram Davies — Веллингтон
- Holly Sohail — женщина